# لواء الحق (حمص)
لواء الحق هو جماعة إسلامية مسلحة ثورية نشطت خلال الحرب الأهلية السورية في محافظة حمص.
في 11 آب/أغسطس 2012، تشكل لواء الحق من مجموعة من المقاتلين والمدنيين الإسلاميين والكتائب الصغيرة بهدف الدفاع عن مدينة حمص من الحكومة السورية وفي وقت لاحق ضد الميليشيات الشيعية التي تدخلت في الحرب الأهلية بطلب من الرئيس السوري بشار الأسد. أصبح لواء الحق في وقت لاحق من أبرز المجموعات المقاتلة في المنطقة وكان يُحسب له حساب في كل عملية عسكرية أو سياسية تمس حمص بالدرجة الأولى. ضمَّ لواء الحق وحدات فرعية تحته من بينها مجموعة الفراتي، كتائب أتباع الرسول ثم كتائب الأنصار.
في كانون الأول/ديسمبر 2012، انضم لواء الحق مع غيره من الجماعات المتمردة وشكلوا ما يُعرف اليوم باسم الجبهة الإسلامية السورية. في تشرين الثاني/نوفمبر 2013، تم حل لواء الحق، أنصار الشام وأحرار الشام ثم انضموا لتحالف الجبهة الإسلامية.
بحلول نيسان/أبريل 2014، ضعف لواء الحق وأصابه الوهن وقضت عليه التفرقة في أعقاب التقدم الذي حققه الجيش العربي السوري في منطقة حمص مدعوما بغارات القوات الجوية الروسية والضربات المدفعية للفصائل الشيعية المتحالفة مع بشار الأسد. اندمج اللواء مع أحرار الشام في كانون الأول/ديسمبر 2014.